# Lipotriches sansibarica
Lipotriches sansibarica là một loài Hymenoptera trong họ Halictidae. Loài này được Strand mô tả khoa học năm 1912.